# Tabor (batalion)
Tabor (tur. thabur), w armii tureckiej oddział wojska, odpowiadający batalionowi piechoty. Na przełomie XIX i XX wieku liczył – na czas wojny – 830 ludzi; 3 tabory składały się na jeden pułk, a osiem kompanii (betiub) – na jeden tabor.
Również we współczesnych tureckich siłach zbrojnych batalion wojska nosi nazwę tabur.